# Cua de ventall de les Bismarck
El cua de ventall de les Bismarck (Rhipidura dahli) és un ocell de la família dels dicrúrids (Dicruridae).

## Hàbitat i distribució
Habita els boscos de les muntanyes de les illes de Nova Irlanda i Nova Bretanya a l'arxipèlag de Bismarck.